# Ta'anachim
Ta'anachim též Pásmo Ta'anachu (hebrejsky תענכים‎ nebo חבל תענך‎, Chevel Ta'nach ,anglicky: Ta'anakh nebo Hevel Ta'anakh) je blok plánovitě zřizovaných zemědělských vesnic v Izraeli, v Severním distriktu, v oblastní radě Gilboa. Rozkládá se v jižní části Jizre'elského údolí.

## Dějiny
Tento blok vznikl v 50. letech 20. století. Sloužil pro usídlení židovských přistěhovalců zejména z arabských zemí (Maroko). Jako první byla založena vesnice Avital, a to 2. června 1953. Oficiální vznik bloku pak bývá kladen do roku 1956. V roce 1963 měl blok rozlohu cca 15 000 akrů (přibližně 60 km²), z toho polovinu tvořila obdělávaná půda. Zahrnoval 10 vesnic, z toho 7 nových, a jeho populace čítala 600 rodin. Hlavními zdroji obživy bylo pěstování zeleniny, bavlny, burských oříšků a tabáku, a dále chov dobytka.
Blok Ta'anachim sestává ze tří takřka identicky rozvržených shluků zemědělských vesnic, které jsou vždy seskupeny po třech s tím, že v jejich geografickém středu se nachází malá čtvrtá vesnice, jež plní střediskové funkce. K této základní struktuře později ještě přibyly novější vesnice Ram On a Magen Ša'ul. Všechna zdejší sídla mají formu kolektivního mošavu nebo individuální společné osady.

## Seznam sídel v bloku Ta'anachim

### Východní skupina, někdy též skupina Ja'el
- Avital
- Mejtav
- Prazon
- středisková obec Merkaz Ja'el

### Střední skupina, někdy též skupina Chever
- Adirim
- Barak
- Dvora
- středisková obec Merkaz Chever

### Západní skupina, někdy též skupina Omen
- Gadiš
- Mle'a
- Nir Jafe
- středisková obec Merkaz Omen

### Další vesnice
- Ram On
- Magen Ša'ul